# Deutsche Leichtathletik-Meisterschaften 1947/Resultate
Der Hauptteil der Wettbewerbe bei den 47. Deutschen Leichtathletik-Meisterschaften wurde am 9. und 10. August 1947 im Müngersdorfer Stadion in Köln ausgetragen.
In der hier vorliegenden Auflistung werden die in den verschiedenen Wettbewerben jeweils ersten sechs platzierten Leichtathletinnen und Leichtathleten aufgeführt. Eine Übersicht mit den Medaillengewinnerinnen und -gewinnern sowie einigen Anmerkungen zu den Meisterschaften findet sich unter dem Link Deutsche Leichtathletik-Meisterschaften 1947.
Wie immer gab es einige Disziplinen, die zu anderen Terminen an anderen Orten stattfanden – in den folgenden Übersichten jeweils konkret benannt.
Hier die ausführlichen Ergebnislisten der Meisterschaften:

## Meisterschaftsresultate Männer

### 100 m
| Platz | Athlet, Verein                              | Zeit (s) |
| ----- | ------------------------------------------- | -------- |
| 1     | Heinz Fischer (Preussen Krefeld)            | 10,5     |
| 2     | Friedel Pfeiffer (Eintracht Frankfurt)      | 10,5     |
| 3     | Werner Wigner (ASV Zirndorf)                | 10,6     |
| 4     | Georg Kremer (Welper)                       | 10,8     |
| 5     | Konrad Wittekindt (VfL 1860 Marburg)        | 10,9     |
| 6     | Heinz Lipphardt (SV St. Georg 1895 Hamburg) | 10,9     |

Datum: 10. August

### 200 m
| Platz | Athlet, Verein                          | Zeit (s) |
| ----- | --------------------------------------- | -------- |
| 1     | Walter Schreiber (Eintracht Frankfurt)  | 22,2     |
| 2     | Werner Wigner (ASV Zirndorf)            | 22,3     |
| 3     | Heinz Konze (Schwarz-Weiß Radevormwald) | 22,3     |
| 4     | Konrad Wittekindt (VfL 1860 Marburg)    | 22,4     |
| 5     | Werner Beck (Karlsruher TV 1846)        | 22,5     |
| 6     | Helmut Virneburg (Bonner FV)            | 22,6     |

Datum: 9. August

### 400 m
| Platz | Athlet, Verein                                 | Zeit (s) |
| ----- | ---------------------------------------------- | -------- |
| 1     | Hans Hieke (Hamburger SV)                      | 49,2     |
| 2     | Hubert Huppertz (ASV Köln)                     | 49,4     |
| 3     | Herbert Behrend (Hamburger SV)                 | 49,6     |
| 4     | Karl-Friedrich Rückebeil (Rot-Weiß Oberhausen) | 50,2     |
| 5     | Ludwig Iffland (Post SV Essen)                 | 50,4     |
| 6     | Konrad Kern (Karlsruher TV 1846)               | 50,8     |

Datum: 10. August

### 800 m
| Platz | Athlet, Verein                        | Zeit (min) |
| ----- | ------------------------------------- | ---------- |
| 1     | Heinz Ulzheimer (Eintracht Frankfurt) | 1:53,0     |
| 2     | Karl Kluge (Werder Bremen)            | 1:54,3     |
| 3     | Wolfgang Erhard (VfB Stuttgart)       | 1:55,0     |
| 4     | Manfred Kirchgäßner (TSG Heidelberg)  | 1:58,2     |
| 5     | Herbert Göbel (SV Korbach 09)         | 1:58,3     |
| 6     | Herbert Thürnau (TK Hannover)         | 1:58,3     |

Datum: 10. August

### 1500 m
| Platz | Athlet, Verein                            | Zeit (min) |
| ----- | ----------------------------------------- | ---------- |
| 1     | Ludwig Kaindl (TSV 1860 München)          | 3:58,6     |
| 2     | Heinz Westerteicher (Rot-Weiß Oberhausen) | 3:59,2     |
| 3     | Hermann Hammersen (Blau-Weiß Osnabrück)   | 4:01,0     |
| 4     | Friedrich Kositz (VfL Oldenburg)          | 4:02,2     |
| 5     | Szibrowski (VfL Bochum)                   | 4:04,0     |
| 6     | Fritz Schlockermann (SG Grunewald Berlin) | 4:04,2     |

Datum: 10. August

### 5000 m
| Platz | Athlet, Verein                          | Zeit (min) |
| ----- | --------------------------------------- | ---------- |
| 1     | Ludwig Warnemünde (SC Victoria Hamburg) | 15:19,6    |
| 2     | Hermann Eberlein (TSV 1860 München)     | 15:23,0    |
| 3     | Helmut Bolzhauser (TSV Esslingen)       | 15:30,6    |
| 4     | Max Syring (Wittenberg)                 | 15:34,8    |
| 5     | Willi Mötzung (TSV Braunschweig)        | 15:40,4    |
| 6     | Walter Türk (Rot-Weiß Oberhausen)       | 15:54,0    |

Datum: 10. August

### 10.000 m
| Platz | Athlet, Verein                       | Zeit (min) |
| ----- | ------------------------------------ | ---------- |
| 1     | Otto Eitel (TSV Esslingen)           | 31:52,8    |
| 2     | Edmund Nadolny (Rot-Weiß Oberhausen) | 32:01,2    |
| 3     | Josef Legge (VfL Bochum)             | 32:27,0    |
| 4     | Wilhelm Borns (FSV Frankfurt)        | 33:41,8    |
| 5     | Paul Reuter (Polizei SV Köln)        | 33:45,4    |
| 6     | Willy Wange (ASV Köln)               | 33:50,6    |

Datum: 9. August

### Marathon– Streckenlänge: 20km
| Platz | Athlet, Verein                              | Zeit (h) |
| ----- | ------------------------------------------- | -------- |
| 1     | Josef Legge (VfL Bochum)                    | 1:09:28  |
| 2     | Wilhelm Borns (FSV Frankfurt)               | 1:09:29  |
| 3     | Bruno Eisenhardt (SG Friedrichshain Berlin) | 1:10:38  |
| 4     | Otto Maybaum (SG Friedrichshain Berlin)     | 1:10:56  |
| 5     | Willy Peters (TuS Aachen-Eilendorf)         | 1:11:35  |
| 6     | Egon Pfarr (Viktoria Aschaffenburg)         | 1:12:41  |

Datum: 21. September
fand in Braunschweig statt

### Marathon(20km), Mannschaftswertung
| Platz | Verein, Besetzung                                                        | Zeit (h) |
| ----- | ------------------------------------------------------------------------ | -------- |
| 1     | SG Friedrichshain Berlin (Bruno Eisenhardt, Otto Maybaum, Arthur Frisch) | 3:35:19  |
| 2     | FSV Frankfurt (Wilhelm Borns, Erich Lachhein, Hans Engel)                | 3:39:41  |
| 3     | TSV Dörverden (Poppe, Schröder, Ganzer)                                  | 3:54:07  |
| 4     | SV Grün-Weiß Hannover (Carl, Thon, Krüger)                               | 4:07:53  |
| 5     | Hamburger SV (Theodor Meinecke, Krüger, Runge)                           | 4:35:20  |
| 6     | Germania Wilhelmshaven (Mitecke, Edi Kreglinger, Ströhle)                | 4:38:43  |

Datum: 21. September
fand in Braunschweig statt

### 110 m Hürden
| Platz | Athlet, Verein                                      | Zeit (s) |
| ----- | --------------------------------------------------- | -------- |
| 1     | Hans Zepernick (Osnabrücker TV)                     | 15,1     |
| 2     | Rainer Hendrichs (1. FC Köln)                       | 15,3     |
| 3     | Dieter Haferkamp (SV Schwarz-Weiß Westende Hamborn) | 15,4     |
| 4     | Wolfgang Troßbach (ATS Kulmbach 1861)               | 16,0     |
| 5     | Max Kriegl (VfL München)                            | 16,0     |
| 6     | Kiesling (SV St. Georg 1895 Hamburg)                | 16,1     |

Datum: 10. August

### 400 m Hürden
| Platz | Athlet, Verein                             | Zeit (s) |
| ----- | ------------------------------------------ | -------- |
| 1     | Karl Kohlhoff (Holstein Kiel)              | 54,9     |
| 2     | Waldemar Richter (TuS Iserlohn)            | 55,4     |
| 3     | Arthur Pollack (Schwarz-Weiß Radevormwald) | 57,1     |
| 4     | Weng (Eintracht Frankfurt)                 | 59,1     |
| 5     | Wittmann (TSV 1860 München)                | 59,9     |
| 6     | Wolfgang Bleser (ASV Köln)                 | 59,9     |

Datum: 10. August

### 3000 m Hindernis
| Platz | Athlet, Verein                         | Zeit (min) |
| ----- | -------------------------------------- | ---------- |
| 1     | Alfred Dompert (Stuttgarter Kickers)   | 9:30,2     |
| 2     | Erhard Kynast (TSV Braunschweig)       | 9:35,8     |
| 3     | Helmut Korbelka (SV Passau)            | 9:59,2     |
| 4     | Rudolf Tendies (1. FC 01 Bamberg)      | 10:05,2    |
| 5     | Heinz Rehn (SCC Berlin)                | 10:14,0    |
| 6     | Karl Kraus (SV St. Georg 1895 Hamburg) | 10:20,4    |

Datum: 9. August

### 4 × 100 m Staffel
| Platz | Verein, Besetzung                                                              | Zeit (s) |
| ----- | ------------------------------------------------------------------------------ | -------- |
| 1     | Preussen Krefeld (Paul Schochow, Josef Capellmann, Leo Lickes, Heinz Fischer)  | 42,1     |
| 2     | SV St. Georg 1895 Hamburg (Schauer, Steffen, Rehders, Gerhard Luther)          | 42,6     |
| 3     | Bonner FV (Heiner Sprakel, Karl Morschhäuser, Rolf Münks, Helmut Virneburg)    | 42,6     |
| 4     | TSV 1860 München (Hans Hertlein, Josef Hofbauer, Hans Rümping, Dr. Max Pöschl) | 43,3     |
| 5     | Karlsruher TV 1846 (Reiß, Müller, Beck, Nenninger)                             | 43,6     |
| DSQ   | Eintracht Frankfurt (Wiegand, Huth, Walter Schreiber, Friedel Pfeiffer)        |          |

Datum: 10. August

### 4 × 400 m Staffel
| Platz | Verein, Besetzung                                                                                          | Zeit (min) |
| ----- | --- | ---------- |
| 1     | Hamburger SV (Dieter Wawrczyn, Hermann Burnitz, Herbert Behrend, Hans Hieke)                               | 3:20,6     |
| 2     | Rot-Weiß Oberhausen (Karl-Friedrich Schneider, Karl-Heinz Surray, August Kirsch, Karl-Friedrich Rückebeil) | 3:23,0     |
| 3     | Holstein Kiel (Sommer, Herbert Sonntag, Hoffmeister, Karl Kohlhoff)                                        | 3:23,6     |
| 4     | VfL München (Eugen Vorwitt, Lorenz, Karl Neumeier, Franz Panzer)                                           | 3:25,4     |
| 5     | TK Hannover (Oelmann, Olmes, H. W. Otto, Traue)                                                            | 3:25,4     |
| 6     | ASV Köln (Rückrich, Kebbekus, U. Jonath, Georg Sallen)                                                     | 3:25,8     |

Datum: 10. August

### 3 × 1000 m Staffel
| Platz | Verein, Besetzung                                                        | Zeit (min) |
| ----- | ------------------------------------------------------------------------ | ---------- |
| 1     | Eintracht Frankfurt (Hofferberth, Dahmer, Heinz Ulzheimer)               | 7:39,0     |
| 2     | Rot-Weiß Oberhausen (Rolf Lamers, Karl Grünsfelder, Heinz Westerteicher) | 7:43,4     |
| 3     | SG Eichkamp Berlin (Henselin, Buller, Gerhard Audorf)                    | 7:46,8     |
| 4     | Barmer TV 1846 Wuppertal (Heß, Stieglitz, Poscher)                       | 7:47,4     |
| 5     | Hamburger SV (Kröger, Helbig, Klages)                                    | 7:54,0     |
| 6     | TC Gelsenkirchen 1874 (Berning, Steinke, Willi Maus)                     | 7:56,0     |

Datum: 10. August

### 10.000 m Bahngehen
| Platz | Athlet, Verein                        | Zeit (min) |
| ----- | ------------------------------------- | ---------- |
| 1     | Rudolf Lüttge (TSV Braunschweig)      | 48:34,2    |
| 2     | Konrad Ditz (Post SV Bonn)            | 48:41,2    |
| 3     | Hermann Grittner (Reichsbahn SV Köln) | 48:57,0    |
| 4     | Alfred Nord (SG Steglitz Berlin)      | 48:57,0    |
| 5     | Rudolf Modes (Hamburger SV)           | 49:41,4    |
| 6     | Fritz Bleiweiß (SG Steglitz Berlin)   |            |

Datum: 7. September
fand in Kassel statt

### 25-km-Straßengehen
| Platz | Athlet, Verein                        | Zeit (h) |
| ----- | ------------------------------------- | -------- |
| 1     | Fritz Bleiweiß (SG Steglitz Berlin)   | 2:08:04  |
| 2     | Hermann Grittner (Reichsbahn SV Köln) | 2:11:18  |
| 3     | Konrad Ditz (Post SV Bonn)            | 2:11:48  |
| 4     | Gustav Peinemann (WSV Braunschweig)   | 2:13:17  |
| 5     | Rudolf Modes (Hamburger SV)           | 2:16:28  |
| 6     | Alfred Nord (SG Steglitz Berlin)      | 2:16:51  |

Datum: 21. September
fand in Braunschweig statt

### 25-km-Straßengehen, Mannschaftswertung
| Platz | Verein, Besetzung                                         | Zeit (h)       |
| ----- | --------------------------------------------------------- | -------------- |
| 1     | TSV Braunschweig (Rudolf Lüttge, Schlieker, Theo Arendes) | 00000007:07:47 |
| 2     | Post SV Bonn (Konrad Ditz, Peter Düx, Paul Scharf)        | 00000007:14:12 |
| 3     | Hamburger SV (Rudolf Modes, Hermann Schmidt, Grunow)      | 00000007:17:00 |
| 4     | WSV Braunschweig (Gustav Peinemann, Schulz, Franke)       | 00000007:29    |
| 5     | SG Langen (Normann, Latzkow, Zang)                        | 00000008:05:32 |

Datum: 21. September
fand in Braunschweig statt
nur 5 Mannschaften in der Wertung

### Hochsprung
| Platz | Athlet, Verein                     | Höhe (m) |
| ----- | ---------------------------------- | -------- |
| 1     | Ludwig Koppenwallner (VfL München) | 1,95     |
| 2     | Hermann Nacke (Polizei SV Kiel)    | 1,91     |
| 3     | Bernd Naumann (SC Frankfurt 1880)  | 1,85     |
| 4     | Kurt Böhmer (Preussen Krefeld)     | 1,81     |
| 5     | Alfred Dierks (TuS Iserlohn)       | 1,80     |
| 6     | Werner Gessinger (Union Böckingen) | 1,80     |

Datum: 9. August

### Stabhochsprung
| Platz | Athlet, Verein                                 | Höhe (m) |
| ----- | ---------------------------------------------- | -------- |
| 1     | Gustav Stührk (TSV 1860 München)               | 3,80     |
| 2     | Kurt Landschulze (Polizei SV Köln)             | 3,70     |
| 3     | Herbert Kroll (Hamburger SV)                   | 3,61     |
| 4     | Otto Petermüller (TSV 1860 München)            | 3,60     |
| 5     | Alfred Ohle (TSG Stadtoldendorf)               | 3,60     |
| 6     | Karl-Friedrich Schneider (Rot-Weiß Oberhausen) | 3,50     |

Datum: 10. August

### Weitsprung
| Platz | Athlet, Verein                             | Weite (m) |
| ----- | ------------------------------------------ | --------- |
| 1     | Gerhard Luther (SV St. Georg Hamburg)      | 7,09      |
| 2     | Willi Pfotenhauer (ATS Kulmbach)           | 6,91      |
| 3     | Heinz Kreulich (TC Gelsenkirchen 1874)     | 6,81      |
| 4     | Helmut Winter (Kölner Turnerschaft 43)     | 6,80      |
| 5     | Rudolf Hillebrecht (Grün-Weiß Gandersheim) | 6,69      |
| 6     | Wolfgang Wünsche (Schwarz-Gelb Göttingen)  | 6,66      |

Datum: 10. August

### Dreisprung
| Platz | Athlet, Verein                   | Weite (m) |
| ----- | -------------------------------- | --------- |
| 1     | Horst Vogt (ASC Fulda)           | 14,25     |
| 2     | Paul Rapp (Stuttgarter Kickers)  | 14,06     |
| 3     | Max Kriegl (VfL München)         | 13,72     |
| 4     | Bruno Schmidt (VfL München)      | 13,57     |
| 5     | Konrad Engelhardt (ASV Zirndorf) | 13,52     |
| 6     | Werner Weiß (FC Gronau 09)       | 13,21     |

Datum: 9. August

### Kugelstoßen
| Platz | Athlet, Verein                              | Weite (m) |
| ----- | ------------------------------------------- | --------- |
| 1     | Otto Luh (VfB Gießen)                       | 14,57     |
| 2     | Gerhard Stöck (Hamburger SV)                | 14,33     |
| 3     | Karl Jansen (ASV Köln)                      | 14,18     |
| 4     | Heinz Rosendahl (Schwarz-Weiß Radevormwald) | 13,65     |
| 5     | Willi Kiehnle (SpVgg. Feuerbach)            | 13,41     |
| 6     | Paul Ronge (Schwarz-Weiß Radevormwald)      | 13,30     |

Datum: 9. August

### Diskuswurf
| Platz | Athlet, Verein                              | Weite (m) |
| ----- | ------------------------------------------- | --------- |
| 1     | Gustav Marktanner (VfB Stuttgart)           | 43,60     |
| 2     | Gerhard Hilbrecht (TSV 1860 München)        | 43,33     |
| 3     | Karl Jansen (ASV Köln)                      | 43,19     |
| 4     | Heinz Rosendahl (Schwarz-Weiß Radevormwald) | 43,18     |
| 5     | Walter Buschey (VfL Bochum)                 | 42,09     |
| 6     | Otto Luh (VfB Gießen)                       | 40,98     |

Datum: 10. August

### Hammerwurf
| Platz | Athlet, Verein                         | Weite (m) |
| ----- | -------------------------------------- | --------- |
| 1     | Karl Hein (SV St. Georg Hamburg)       | 53,54     |
| 2     | Karl Storch (ASC Fulda)                | 52,72     |
| 3     | Karl Wolf (Karlsruher TV 1846)         | 50,11     |
| 4     | Wolfram Hausmann (VfL München)         | 48,84     |
| 5     | Paul Ronge (Schwarz-Weiß Radevormwald) | 47,54     |
| 6     | Franz Halama (MTV Hamborn)             | 46,10     |

Datum: 10. August

### Speerwurf
| Platz | Athlet, Verein                       | Weite (m) |
| ----- | ------------------------------------ | --------- |
| 1     | Helmut Wilshaus (Hammer SpVg. 03/04) | 65,76     |
| 2     | Gerhard Stöck (Hamburger SV)         | 60,38     |
| 3     | Erwin Fritz (VfL München)            | 59,92     |
| 4     | Gerd Middelberg (FC Schüttorf 09)    | 57,97     |
| 5     | Herbert Koschel (Göttingen)          | 56,90     |
| 6     | Willi Stockfisch (Wolfenbütteler SV) | 53,27     |

Datum: 10. August

### Fünfkampf,1934er Wertung
| Platz | Athlet, Verein                       | P – offiz. Wert. | P – 85er Wert. |
| ----- | ------------------------------------ | ---------------- | -------------- |
| 1     | Hermann Nacke (Polizei SV Kiel)      | 3651             | ?              |
| 2     | Friedel Schirmer (FC Stadthagen)     | 3492             | 3373           |
| 3     | Herbert Vatter (Stuttgarter Kickers) | 3469             | 3368           |
| 4     | Kelbassa (TC Gelsenkirchen 1874)     | 3423             | 3307           |
| 5     | Fritz Mühle (FC Stadthagen)          | 3378             | 3281           |
| 6     | Werner Gessinger (Union Böckingen)   | 3363             | 3267           |

Datum: 9. August
Gewertet wurden die Disziplinen vom 1. Tag des Zehnkampfs (sog. „Deutscher Fünfkampf“): 100 m, Weitsprung, Kugelstoßen, Hochsprung, 400 m. 
Der Zehnkampf selber wurde allerdings in diesem Jahr nicht ausgetragen.

### Waldlauf–6000m
| Platz | Athlet, Verein                       | Zeit (min) |
| ----- | ------------------------------------ | ---------- |
| 1     | Josef Legge (VfL Bochum)             | 19:28,0    |
| 2     | Hermann Eberlein (TSV 1860 München)  | 19:40,0    |
| 3     | Helmut Bolzhauser (TSV Esslingen)    | 19:46,0    |
| 4     | Wilhelm Borns (FSV Frankfurt)        | 19:47,0    |
| 5     | Karl-Heinz Stapff (TK Hannover)      | 19:56,0    |
| 6     | Edmund Nadolny (Rot-Weiß Oberhausen) | 19:58,2    |

Datum: 27. April
fand in Kassel statt

### Waldlauf–6000m, Mannschaftswertung
| Platz | Verein, Besetzung                                                         | (Pkte)               |
| ----- | ------------------------------------------------------------------------- | -------------------- |
| 1     | TSV 1860 München (Hermann Eberlein, Georg Goldemund, Georg Ostertag)      | 16 (Plätze 02/08/09) |
| 2     | Rot-Weiß Oberhausen (Edmund Nadolny, Heinz Westerteicher, Fritz Schöning) | 20 (Plätze 06/07/10) |
| 3     | MTV Braunschweig (Bischoff, Willi Mötzung, Karl-Heinz Cruschinski)        | 39 (Plätze 15/24/25) |
| 4     | FSV Frankfurt (Wilhelm Borns, Erich Lachhein, Schrod)                     | 50 (Plätze 04/32/50) |
| 5     | Schwarz-Weiß Essen (Schöneberg, Klus, Makowski)                           | 63 (Plätze 22/35/0?) |
| 6     | TSV Esslingen                                                             | 64                   |

Datum: 27. April
fand in Kassel statt

## Meisterschaftsresultate Frauen

### 100 m
| Platz | Athletin, Verein                         | Zeit (s) |
| ----- | ---------------------------------------- | -------- |
| 1     | Marga Petersen (Werder Bremen)           | 12,0     |
| 2     | Ingrid Trapp (Eimsbütteler TV)           | 12,2     |
| 3     | Hildegard Luhmann (Elberfelder TG)       | 12,2     |
| 4     | Elfriede Möller (TuS Alstertal Hamburg)  | 12,3     |
| 5     | Margot Gundlach (SpVgg Bingen-Büdesheim) | 12,5     |
| 6     | Koch (OSV Hörde)                         | 12,5     |

Datum: 10. August

### 80 m Hürden
| Platz | Athletin, Verein                              | Zeit (s) |
| ----- | --------------------------------------------- | -------- |
| 1     | Lieselotte Federmann (SC Pforzheim)           | 11,9     |
| 2     | Maria Domagala (Rot-Weiß Oberhausen)          | 11,9     |
| 3     | Bolder (Kölner Turnerschaft von 1843)         | 12,1     |
| 4     | Margot Kummerfeld (SV St. Georg 1895 Hamburg) | 12,2     |
| 5     | Ellen Siefert (Hamburger SV)                  | 12,3     |
| 6     | Luise Pollak (Bonner FV)                      | 12,6     |

Datum: 9. August

### 4 × 100 m Staffel
| Platz | Verein, Besetzung                                                                           | Zeit (s) |
| ----- | ------------------------------------------------------------------------------------------- | -------- |
| 1     | Werder Bremen (Krüger, Marga Petersen, Alwine Schulz, Helga Huhn)                           | 48,7     |
| 2     | Hamburger SV (Ellen Siefert, Ilse Schmuck, Elfriede Werdier, Bordehl)                       | 49,2     |
| 3     | MTV München von 1879 (Kaltenbach, Ida Adler, Elfriede Mayerhofer, Erika Eckelt)             | 50,0     |
| 4     | Rot-Weiß Oberhausen (Maria Wittelsbach, Margot Hammermeier, Ilse Hendrichs, Maria Domagala) | 50,2     |
| 5     | Eintracht Frankfurt (Schwarz, Lampert, Horn, Resi Gugler – geb. Kurz)                       | 50,4     |
| 6     | SSV Wuppertal (Westendorp, Emmy Albus, Marianne Dekkers, Schiffler)                         | 50,6     |

Datum: 10. August

### Hochsprung
| Platz | Athletin, Verein                                    | Höhe (m) |
| ----- | --------------------------------------------------- | -------- |
| 1     | Erika Eckelt (MTV 1879 München)                     | 1,60     |
| 2     | Grete Beickelmann (TuS Opladen)                     | 1,55     |
| 3     | Billen (TG 1848 Neuss)                              | 1,53     |
| 4     | Margarete von Buchholtz (SV St. Georg 1895 Hamburg) | 1,53     |
| 5     | Holdack (VfL Oldenburg)                             | 1,53     |
| 6     | Hildegard Gerschler (TSV Braunschweig)              | 1,50     |

Datum: 10. August

### Weitsprung
| Platz | Athletin, Verein                           | Weite (m) |
| ----- | ------------------------------------------ | --------- |
| 1     | Elfriede Brunemann (TK Hannover)           | 5,63      |
| 2     | Ursula Ehrhardt (VfL 1860 Marburg)         | 5,34      |
| 3     | Irmgard Kirchhoff (KSV Hessen Kassel)      | 5,29      |
| 4     | Elfriede Mayerhofer (MTV München von 1879) | 5,25      |
| 5     | Inge Koch (SuS Hörde 1911)                 | 5,23      |
| 6     | Ursula Frey (VfL Germania Leer)            | 5,23      |

Datum: 9. August

### Kugelstoßen
| Platz | Athletin, Verein                                        | Weite (m) |
| ----- | ------------------------------------------------------- | --------- |
| 1     | Gertrud Schlüter (SV St. Georg Hamburg)                 | 13,29     |
| 2     | Marianne Schulze-Entrup (TV Münster 1862)               | 13,17     |
| 3     | Hilde Siemer (Oldenburger Turnerbund)                   | 12,46     |
| 4     | Karen Uthke (SpVgg. 08 Flensburg)                       | 12,14     |
| 5     | Marie-Louise Richters (Hamburger Turnerschaft von 1816) | 11,34     |
| 6     | Minka Linde (SCC Berlin)                                | 10,95     |

Datum: 10. August

### Diskuswurf
| Platz | Athletin, Verein                          | Weite (m) |
| ----- | ----------------------------------------- | --------- |
| 1     | Marianne Schulze Entrup (TV Münster 1862) | 41,13     |
| 2     | Hilde Sommer (MTV Braunschweig)           | 38,75     |
| 3     | Else Graf (SV 1873 Nürnberg-Süd)          | 38,56     |
| 4     | Marianne Heyden (Flensburger TB)          | 37,74     |
| 5     | Hilde Walther (SG Spandau Berlin)         | 37,67     |
| 6     | Anna Hagemann (KSV Hessen Kassel)         | 37,55     |

Datum: 9. August

### Speerwurf
| Platz | Athletin, Verein                                       | Weite (m) |
| ----- | ------------------------------------------------------ | --------- |
| 1     | Inge Wolf, geb. Plank (1. FC Nürnberg)                 | 42,83     |
| 2     | Liesel Hillebrandt (TK Hannover)                       | 41,45     |
| 3     | Julie Knabel (VfL München)                             | 39,23     |
| 4     | Marie-Luise Richters (Hamburger Turnerschaft von 1816) | 38,74     |
| 5     | Alwine Lehr (Eintracht Frankfurt)                      | 38,10     |
| 6     | Helga Isberg (SV St. Georg 1895 Hamburg)               | 37,60     |

Datum: 10. August

### Fünfkampf
| Platz | Athletin, Verein                         | P – offiz. Wert. | P – 80er Wert. |
| ----- | ---------------------------------------- | ---------------- | -------------- |
| 1     | Gertrud Schlüter (SV St. Georg Hamburg)  | 355              | 3108           |
| 2     | Karen Uthke (SpVgg. 08 Flensburg)        | 301              | 2968           |
| 3     | Lena Stumpf (VfL Germania Leer)          | 297              | 3013           |
| 4     | Helga Isberg (SV St. Georg 1895 Hamburg) | 283              | 2878           |
| 5     | Lore Fauth (Stuttgarter Kickers)         | 280              | 2941           |
| 6     | Elfriede Brunemann (TK Hannover)         | 276              | 2978           |

Datum: 9./10. August
Der Fünfkampf wurde nach einer älteren deutschen Punktetabelle des Frauen-Fünfkampfs gewertet, Disziplinen: Tag 1 – Kugelstoß, Weitsprung / Tag 2 – 100 m, Hochsprung, Speerwurf.

## Video
- Filmausschnitte u. a. von den Deutschen Leichtathletik-Meisterschaften auf filmothek.bundesarchiv.de, Bereich: 11:04 min bis 12:44 min, abgerufen am 20. April 2021